# Diócesis de Orihuela-Alicante
La diócesis de Orihuela-Alicante (en latín: Dioecesis Oriolensis-Lucentina y en catalán: Bisbat d'Oriola-Alacant) es una circunscripción eclesiástica de la Iglesia católica en España. Se trata de una diócesis latina, sufragánea de la archidiócesis de Valencia. Desde el 7 de diciembre de 2021 su obispo es José Ignacio Munilla Aguirre.

## Territorio y organización

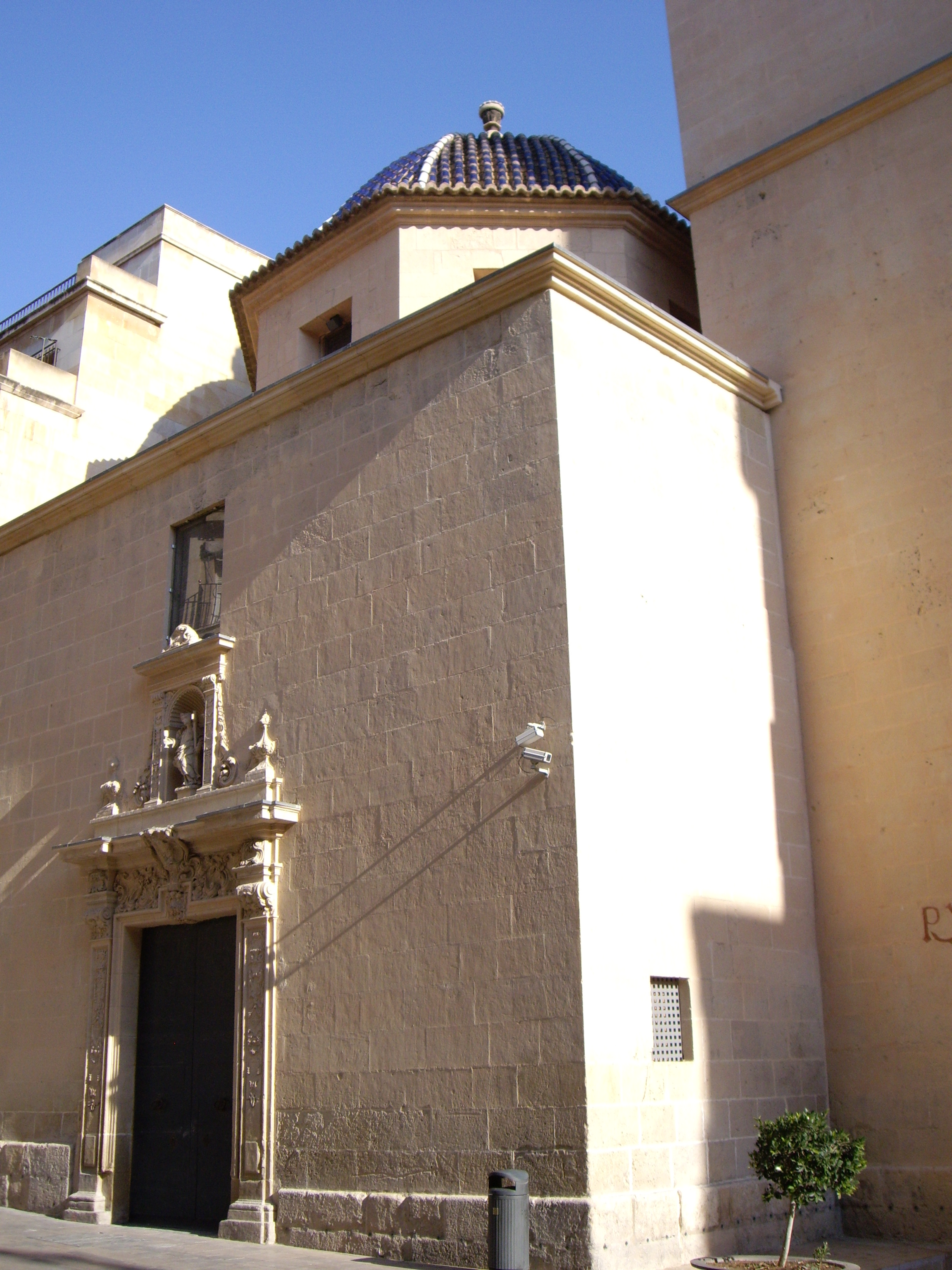
Concatedral de San Nicolás de Bari

La diócesis tiene 4384 km² y extiende su jurisdicción sobre los fieles católicos de rito latino residentes en la Comunidad Valenciana: en la provincia de Alicante, excepto la parte septentrional, constituida por 63 municipios, que pertenecen a la archidiócesis de Valencia.

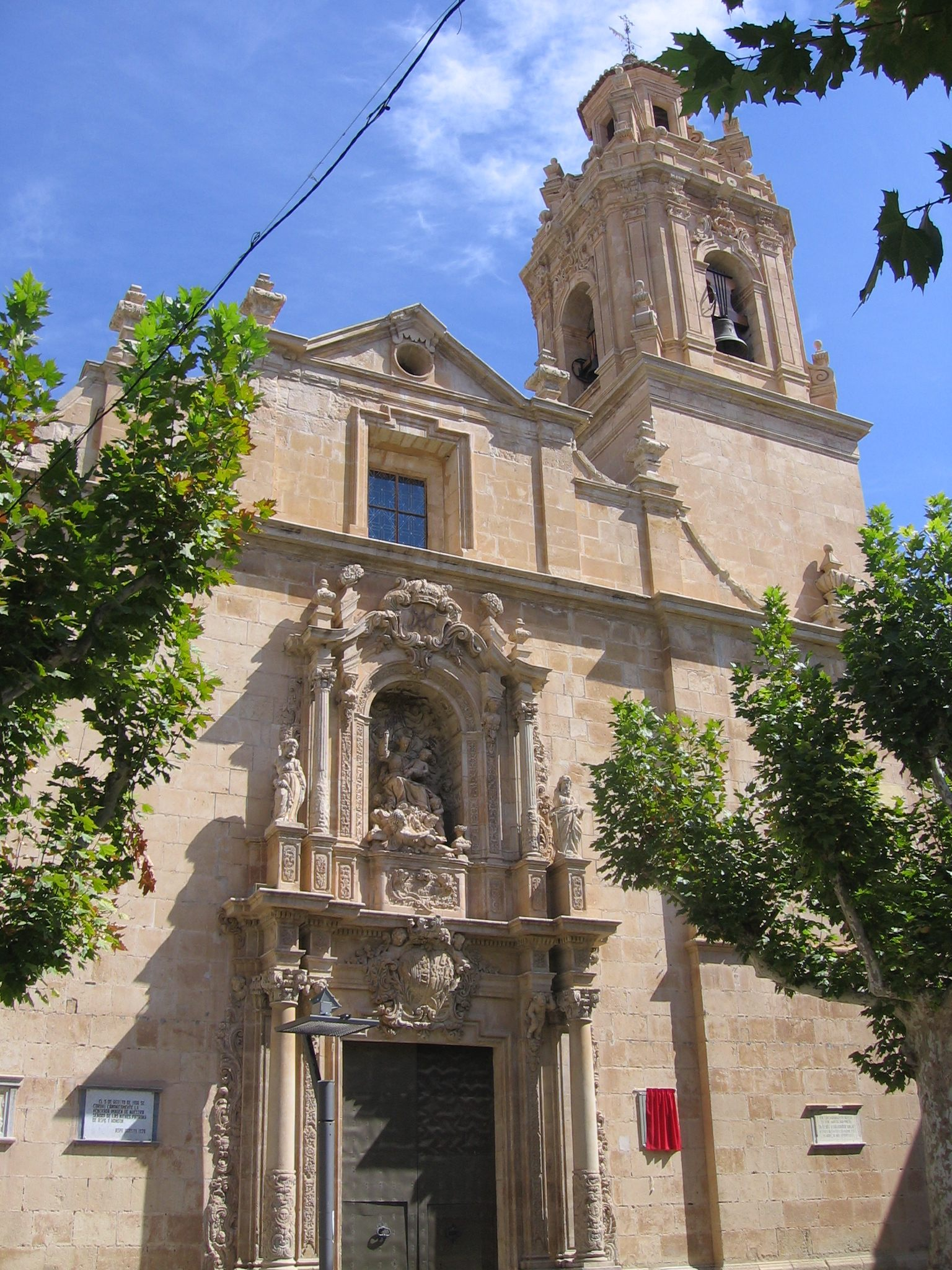
Basílica de Nuestra Señora del Socorro, en Aspe

La sede de la diócesis se encuentra en la ciudad de Alicante, en donde se halla la Concatedral de San Nicolás de Bari. En Orihuela se encuentra la Catedral del Salvador y Santa María.

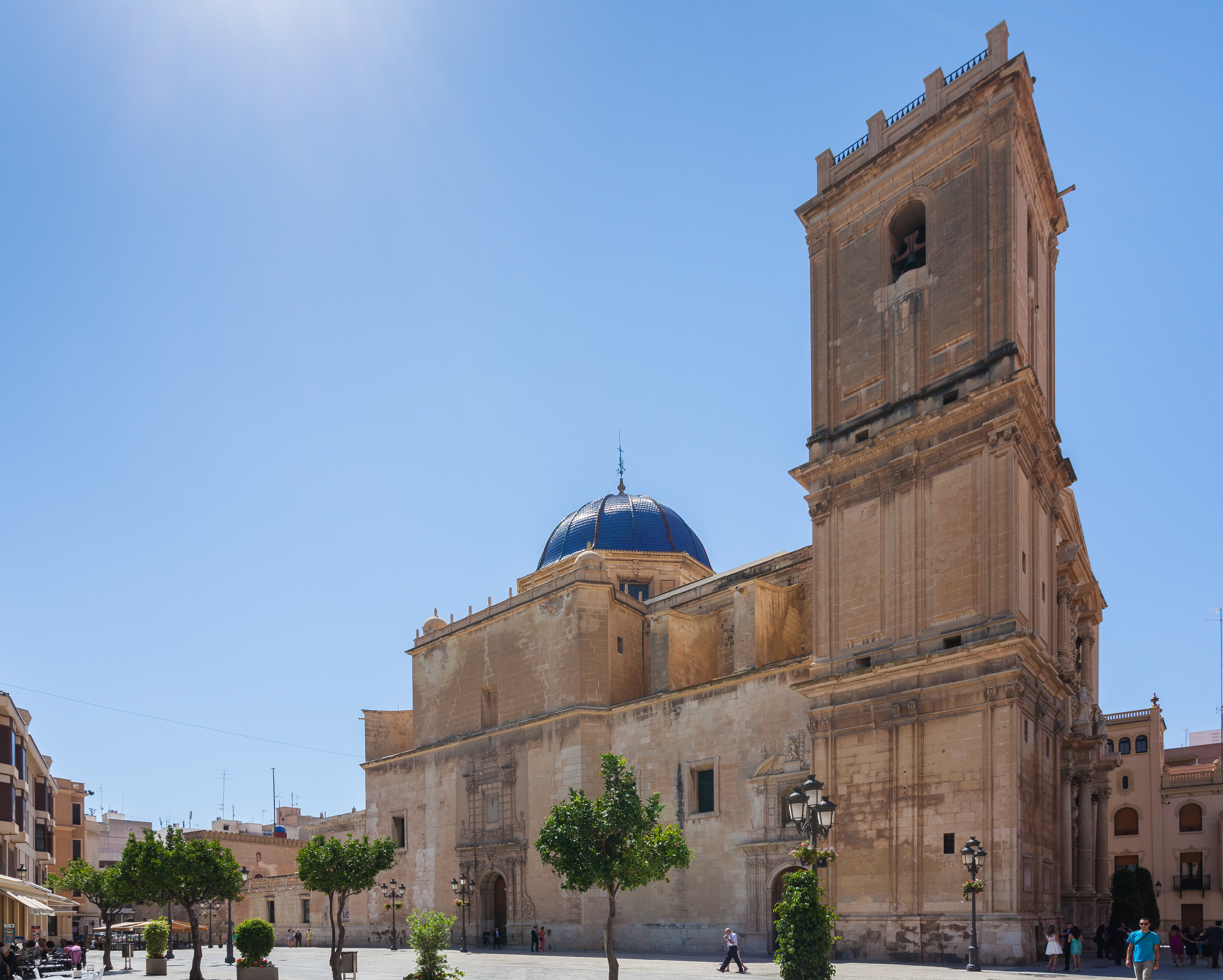
Basílica menor de Santa María, en Elche

En 2021 en la diócesis existían 214 parroquias agrupadas en 22 arciprestazgos y estos en 5 vicarías.

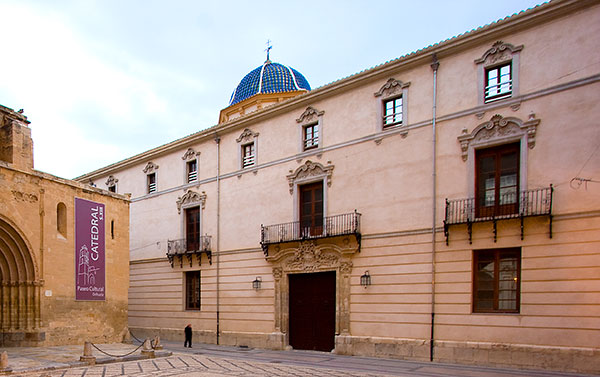
Palacio episcopal en Orihuela

## Historia

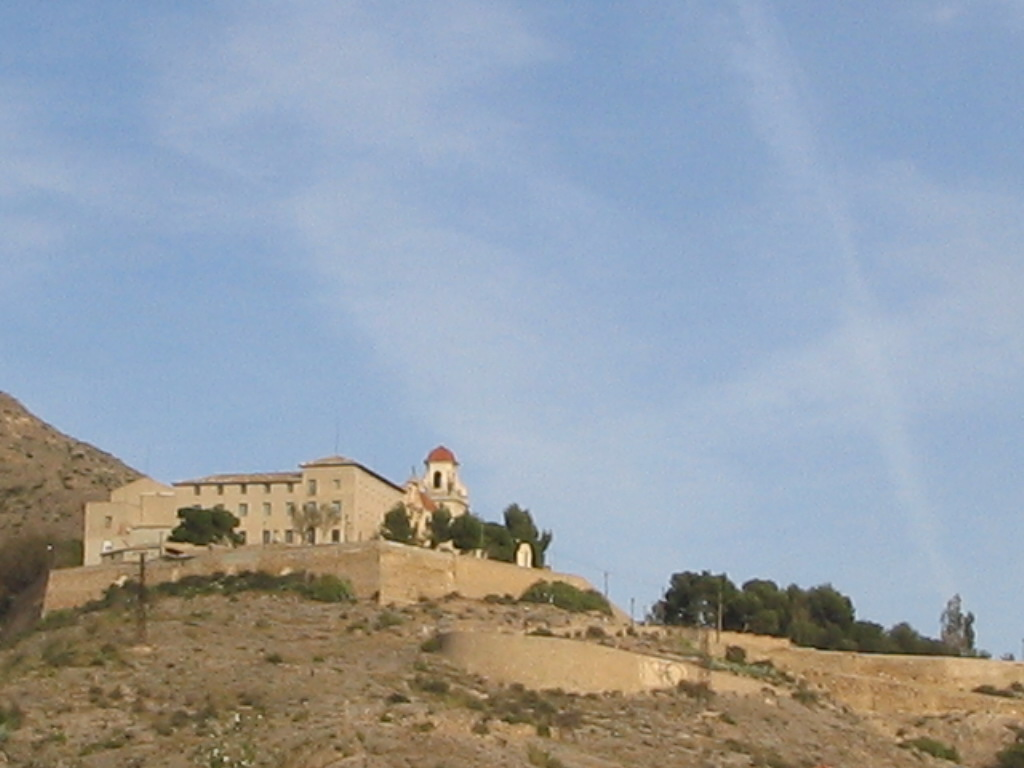
Seminario en Orihuela

El erección de la diócesis de Orihuela estuvo precedido por dos intentos, que no se vieron coronados por el éxito. La primera, que maduró en la primera mitad del siglo XV, parece haber logrado su objetivo en 1442, cuando tanto el papa Eugenio IV como el Concilio de Basilea anunciaron su voluntad de erigir una nueva diócesis para evitar a los feligreses de Orihuela tener que desplazarse hasta tierras castellanas. Razón por la cual la ciudad de Orihuela mantuvo un importante pleito durante siglos por conseguir la segregación de la diócesis de Cartagena. Este pleito fue costoso y largo, siendo sufragado en sus dos terceras partes por el Consell de la ciudad y la parte restante por el gobernador de la misma.
Al conseguir la elevación a colegiata, la ciudad solicitó un vicario general, vicario otorgado por el antipapa Félix V (antipapa salido del Concilio de Basilea). Sin embargo se presentó la oportunidad de conseguir la segregación definitiva.
El concilio de Basilea-Ferrara-Constanza que se encontraba reunido segregó de la diócesis de Cartagena la de Orihuela por petición del rey Alfonso V el Magnánimo, elevando la colegiata a catedral, habiéndose designado como primer obispo a un descendiente de la familia Corella (condes de Cocentaina). Sin embargo, las protestas posteriores del obispo y del cabildo de Cartagena provocaron el recurso de apelación al rey de Castilla, quien protestó ante el papa Eugenio IV y este desautorizó al concilio, agregando otra vez el territorio de la diócesis de Orihuela a la de Cartagena al promulgar una bula revocando todo lo que había hecho el concilio el 11 de octubre de 1443.
El papa Calixto III confirmó la existencia del vicario general con sede en la colegiata, pero pese a su origen valenciano y su defensa de la causa oriolana durante su pontificado como arzobispo de Valencia no segregó el territorio de la gobernación de la diócesis de Cartagena.
A principios del siglo XVI el rey Fernando el Católico pidió la erección de la diócesis de Orihuela para poner fin a los conflictos entre las ciudades de Orihuela y Murcia (sede de la diócesis de Cartagena) y obtuvo una bula de erección del papa Julio II el 13 de mayo de 1510. Posteriormente, sin embargo, nunca se nombró obispo para la sede de Orihuela, que quedó unida in persona episcopi a los obispos de Cartagena, que reaccionó a la erección de la nueva diócesis primero obteniendo el traslado del obispo que la había consentido a otra sede, luego protestando enérgicamente ante el papa León X, quien el 1 de abril de 1518 anuló de nuevo la erección.
Durante la reunión de cortes en Monzón, el primado de Cataluña y presidente del brazo eclesiástico, el arzobispo de Tarragona, Fernando de Loazes, oriolano de nacimiento y de gran prestigio ante el rey Felipe II y su padre el emperador, consiguió que el rey solicitara al papa Pío IV la segregación definitiva de la diócesis de Orihuela.
Finalmente la diócesis nació el 14 de julio de 1564 por la bula Pro excellenti Sedis Apostolicae del papa Pío IV, sobre parte del territorio de la diócesis de Cartagena. La bula de la oposición del clero de Cartagena no se conoció en la nueva catedral de Orihuela hasta el 1 de mayo de 1565. Abarcó la gobernación de Orihuela y parte de la gobernación de Valencia, siendo su primer prelado el obispo Gregorio Gallo.
En 1569 se celebró el primer sínodo diocesano, en el que se discutió principalmente el problema de la conversión de los moriscos y de sus hijos. El mismo año, el Colegio de Santo Domingo se elevó al rango de universidad pontificia por bula del papa Pío V, del 4 de agosto. Obtuvo el título de real y amplió sus estudios universitarios en 1610: Teología, Derecho canónico, Derecho civil, Artes y Medicina. Se suprimió en 1824.
En 1600 un segundo sínodo diocesano retomará el tema de la conversión de los moriscos, mientras que el tercero y último discutirá la reforma de las costumbres de los eclesiásticos.
El seminario diocesano, previsto en el Sínodo de 1569, se fundó en Orihuela en 1742 y en la segunda mitad del mismo siglo fue dotado de una biblioteca importante, sobre todo debido al empeño del obispo José Tormo Juliá.
En 1820 el obispo Simón López fue castigado al exilio por su oposición al gobierno liberal. Fue elegido como administrador Félix Herrero Valverde, a pesar de la oposición del ala liberal del cabildo. En 1835 Herrero Valverde, mientras tanto elegido obispo, fue exiliado a su vez, por el mismo motivo que su antecesor. No volvió desde el exilio en Italia hasta 1847, y tras haber jurado obediencia a la reina Isabel II y a la Constitución.
En 1882 se fundó el boletín oficial de la diócesis y al filo del siglo XX se fundaron importantes obras sociales, como la Caja de Socorro Mutuo y la Caja de Ahorros y Monte de Piedad.
A partir de 1935, el obispo Irastorza fue autorizado por la Santa Sede a residir fuera de la diócesis y Juan de Dios Ponce y Pozo, vicario general, fue nombrado administrador apostólico sede plena. Fue asesinado el 2 de diciembre de 1936, durante la guerra civil española, en la cual también fueron ejecutados otros 54 sacerdotes de la diócesis. Irastorza volvió a la diócesis en 1939.
En la década de 1950 fue necesario reorganizar la diócesis, a partir del seminario, para la formación de nuevos sacerdotes que pudieran suplir la carencia de eclesiásticos consecutiva a la guerra civil.

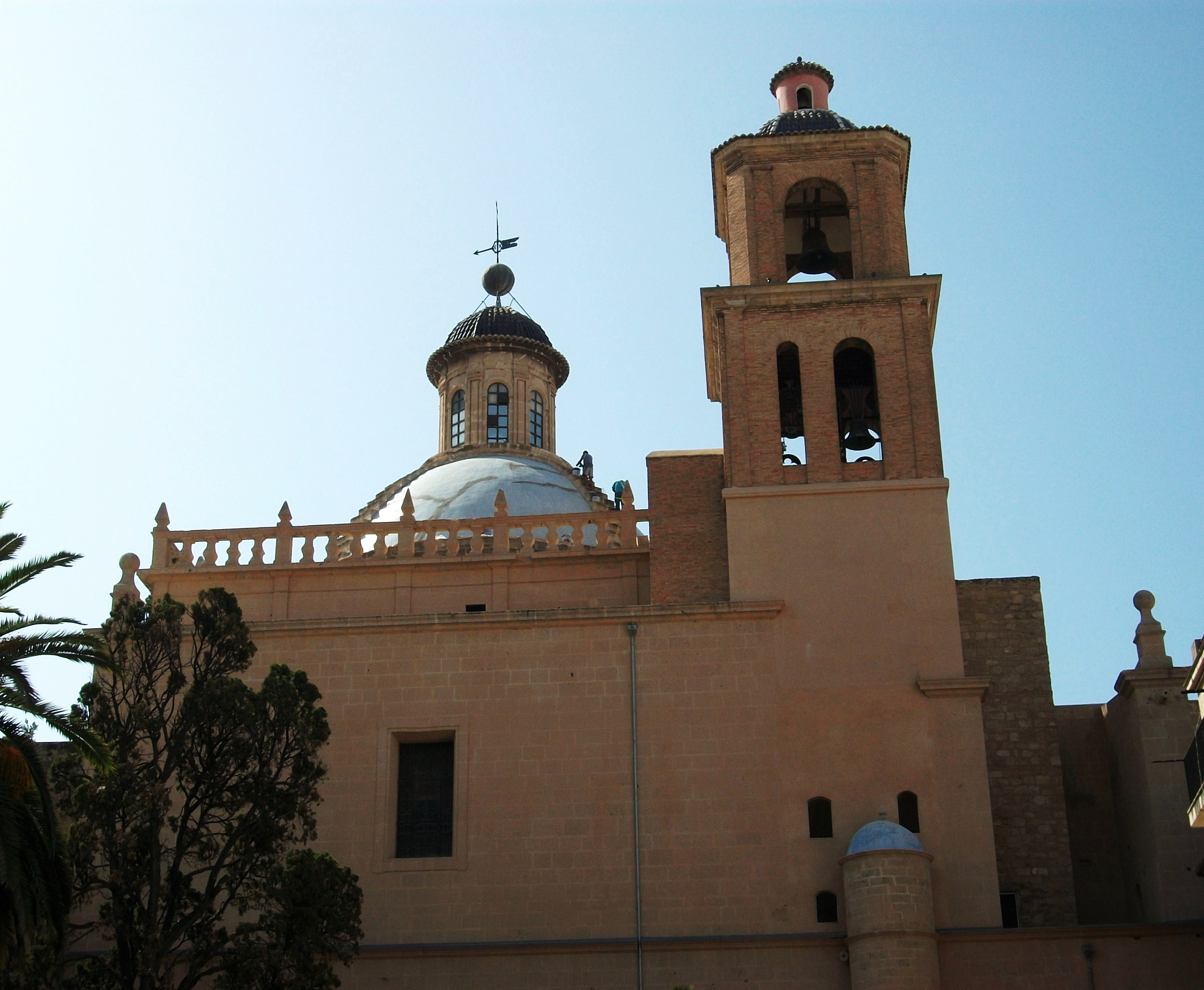
Concatedral de San Nicolás de Bari en Alicante

El 13 de marzo de 1954 (Cum per Conventionem) y el 6 de junio de 1957 (Initis inter), con dos decretos separados de la Congregación Consistorial, se revisaron los límites de la diócesis para hacerlos coincidir con los de la provincia civil, en aplicación del concordato entre la Santa Sede y Gobierno español de 1953. La diócesis de Orihuela cedió sólo una parroquia a la archidiócesis de Valencia, pero la amplió considerablemente con 3 arciprestazgos (Callosa de Ensarriá, Jijona y Villajoyosa) que pertenecían a la misma archidiócesis de Valencia y otras 3 parroquias cedidas por la diócesis de Cartagena.
El 9 de marzo de 1959 la colegiata de San Nicolás de Bari fue elevada al rango de concatedral y la diócesis tomó su nombre actual. En enero de 1968 el obispo y la curia se trasladaron a Alicante y al año siguiente se trasladó también parte del seminario.
El anterior obispo de Orihuela-Alicante, Jesús Murgui, cumplió 75 años el 17 de abril de 2021, por lo que presentó la renuncia de su oficio ante la Santa Sede según lo establecido por el Código de Derecho Canónico.

## Estadísticas
Según el Anuario Pontificio 2022 la diócesis tenía a fines de 2021 un total de 1 198 680 fieles bautizados.
| Año                                                                             | Población            | Población | Población      | Sacerdotes | Sacerdotes    | Sacerdotes    | Bautizados por sacerdote | Diáconos permanentes | Religiosos | Religiosos | Parroquias |
| Año                                                                             | Bautizados católicos | Total     | % de católicos | Total      | Clero secular | Clero regular | Bautizados por sacerdote | Diáconos permanentes | Varones    | Mujeres    | Parroquias |
| ------------------------------------------------------------------------------- | -------------------- | --------- | -------------- | ---------- | ------------- | ------------- | ------------------------ | -------------------- | ---------- | ---------- | ---------- |
| 1950                                                                            | 444 000              | 445 000   | 99.8           | 225        | 170           | 55            | 1973                     |                      | 140        | 580        | 81         |
| 1969                                                                            | 580 000              | 590 000   | 98.3           | 406        | 289           | 117           | 1428                     |                      | 159        | 1126       | 149        |
| 1980                                                                            | 894 200              | 902 845   | 99.0           | 375        | 279           | 96            | 2384                     |                      | 129        | 1028       | 196        |
| 1990                                                                            | 1 008 000            | 1 074 223 | 93.8           | 366        | 268           | 98            | 2754                     |                      | 139        | 850        | 201        |
| 1999                                                                            | 1 160 000            | 1 173 842 | 98.8           | 396        | 310           | 86            | 2929                     | 1                    | 130        | 593        | 206        |
| 2000                                                                            | 1 140 000            | 1 177 315 | 96.8           | 413        | 326           | 87            | 2760                     |                      | 129        | 685        | 216        |
| 2001                                                                            | 1 140 000            | 1 180 000 | 96.6           | 404        | 320           | 84            | 2821                     |                      | 112        | 708        | 207        |
| 2002                                                                            | 1 152 000            | 1 195 000 | 96.4           | 412        | 318           | 94            | 2796                     |                      | 132        | 720        | 207        |
| 2003                                                                            | 1 152 000            | 1 256 697 | 91.7           | 410        | 313           | 97            | 2809                     |                      | 135        | 726        | 207        |
| 2004                                                                            | 1 155 000            | 1 260 000 | 91.7           | 401        | 318           | 83            | 2880                     |                      | 140        | 721        | 207        |
| 2013                                                                            | 1 486 651            | 1 671 111 | 89.0           | 376        | 300           | 76            | 3953                     | 8                    | 123        | 643        | 214        |
| 2016                                                                            | 1 229 675            | 1 597 539 | 77.0           | 356        | 287           | 69            | 3454                     | 9                    | 107        | 635        | 214        |
| 2019                                                                            | 1 169 864            | 1 585 734 | 73.8           | 345        | 279           | 66            | 3390                     | 9                    | 100        | 503        | 214        |
| 2021                                                                            | 1 198 680            | 1 626 832 | 73.7           | 337        | 273           | 64            | 3556                     | 11                   | 95         | 428        | 214        |
| Fuente: Catholic-Hierarchy, que a su vez toma los datos del Anuario Pontificio. |                      |           |                |            |               |               |                          |                      |            |            |            |

Según cifras oficiales, durante el curso 2018-2019 se formaron 28 seminaristas en el Seminario Mayor diocesano y se ordenó un nuevo sacerdote.

## Edificios
| Edificio                                                              | Advocación                                                                        | Lugar                |
| Catedral de Orihuela                                                  | Antes del siglo XVII San Salvador y Santa María. Desde el siglo XVII San Salvador | Orihuela             |
| Concatedral                                                           | San Nicolás de Bari                                                               | Alicante             |
| Palacio Episcopal                                                     |                                                                                   | Orihuela             |
| Colegio del Patriarca Loazes                                          | Santo Domingo de Guzmán                                                           | Orihuela             |
| Seminario Diocesano de la Inmaculada Concepción y Príncipe San Miguel | Inmaculada Concepción y San Miguel Arcángel                                       | Orihuela             |
| Basílica de Santa María                                               | Santa María                                                                       | Alicante             |
| Basílica de Santa María                                               | Santa María de la Asunción                                                        | Elche                |
| Basílica de Nuestra Señora del Socorro                                | Nuestra Señora del Socorro                                                        | Aspe                 |
| Santuario de Nuestra Señora de Monserrate                             | Nuestra Señora de Monserrate                                                      | Orihuela             |
| Santuario Mariano Diocesano Nuestra Señora de las Nieves              | Nuestra Señora de las Nieves                                                      | Hondón de las Nieves |